# 小川泰三郎
小川 泰三郎（おがわ たいさぶろう、1896年（明治29年）9月21日 - 1968年（昭和43年）12月16日）は、大日本帝国陸軍軍人。最終階級は陸軍少将。

## 経歴
1896年（明治29年）に兵庫県で生まれた。陸軍士官学校第30期、陸軍大学校第37期卒業。1939年（昭和14年）8月に陸軍歩兵大佐に進級し、1941年（昭和16年）10月15日に第21師団参謀長（南方軍）に就任して太平洋戦争に出征。その後印度支那駐屯軍隷下に編入され、ハノイに駐屯した。
1944年（昭和19年）8月に陸軍少将に進級し、1945年（昭和20年）1月4日に基隆要塞を基幹として編制された独立混成第76旅団（第10方面軍）の旅団長に1月12日に就任。基隆で米軍来襲に備える中で終戦を迎えた。
1948年（昭和23年）1月31日、公職追放仮指定を受けた。